# Zealandia

Bản đồ Zealandia. Đường ngắt quãng cho thấy hình dạng của Zealandia.

Zealandia (ziːˈlændiə) là một lục địa có tới 94% diện tích nằm dưới nước ở Thái Bình Dương, trong đó bao gồm các đảo New Caledonia, Nam New Zealand và Bắc New Zealand. Lục địa này cũng được gọi là lục địa Tasmantis hay New Zealand.
Zealandia phần lớn được tạo thành từ hai rặng núi gần như song song, ngăn cách nhau bởi một vết nứt vỡ, nơi mà sự đứt gãy của lục địa dừng lại và trở thành một chỗ bám đầy. Các rặng núi nhô lên khỏi đáy biển đến độ cao 1.000–1.500 m (3.300–4.900 ft), với một số đảo đá nhô lên trên mực nước biển. Các rặng núi là đá lục địa nhưng có độ cao thấp hơn các lục địa bình thường vì lớp vỏ của chúng mỏng hơn bình thường, dày khoảng 20 km (12 mi), và do đó, chúng không nổi quá cao trên lớp phủ của Trái đất như hầu hết các lớp đất liền.

## Dân số
Tổng số người cư trú ở Zealandia là vào khoảng 5 triệu người.
- New Zealand – 4,735,600[1]
- New Caledonia – 252,000
- Đảo Norfolk – 2,302
- Đảo Lord Howe – 347
- Elizabeth và Middleton Reef – 0